# Nam Đầu

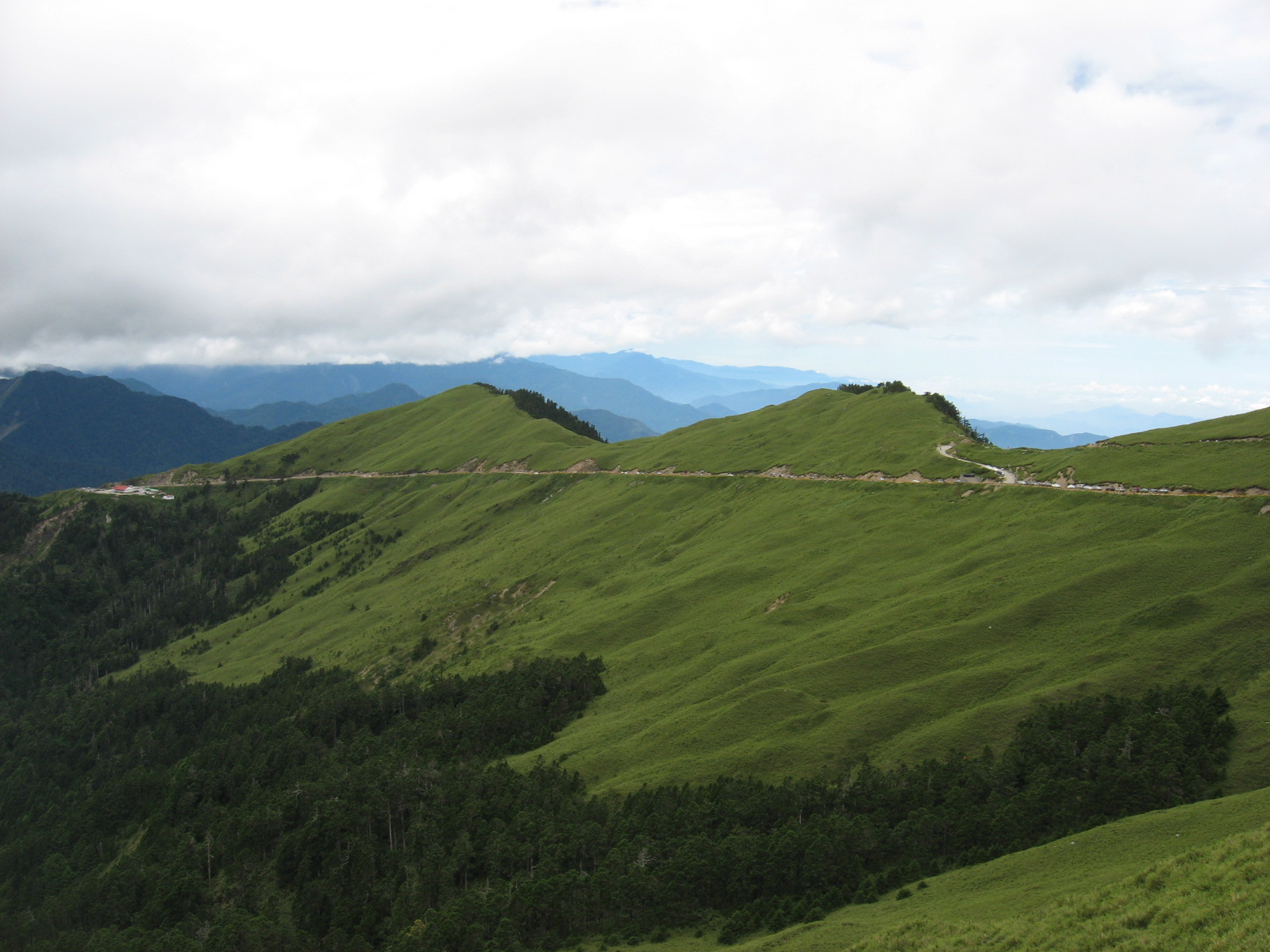
Hiệp Hoan Sơn là một trong những ngọn núi cao nhất huyện.

Nam Đầu (tiếng Trung: 南投縣; bính âm: Nántóu Xiàn; Bạch thoại tự: Lâm-tâu-kōan) là huyện lớn thứ 2 tại Đài Loan. Đây cũng là huyện duy nhất của Đài Loan không giáp biển. Tên của huyện có nguồn gốc từ ngôn ngữ của bộ tộc Hoanya Ramtau. Huyện Nam Đầu trực thuộc tỉnh Đài Loan.
Khu vực miền núi của huyện là một địa điểm du lịch; Hồ Nhật Nguyệt nằm trên địa bàn huyện, ngoài ra còn có Hiệp Hoan Sơn.
Nam Đầu có trà Ô Long nổi tiếng thế giới

## Hành chính

### Thành phố
1. Thành phố Nam Đầu (南投市)

#### Trấn(thị trấn)
1. Thảo Đồn (草屯鎮)
2. Tập Tập (集集鎮)
3. Phố Lý (埔里鎮)
4. Trúc Sơn (竹山鎮)

#### Hương(xã)
1. Quốc Tính (國姓鄉)
2. Lộc Cốc (鹿谷鄉)
3. Danh Gian (名間鄉)
4. Nhân Ái (仁愛鄉)
5. Thủy Lý (水里鄉)
6. Tín Nghĩa (信義鄉)
7. Ngư Trì (魚池鄉)
8. Trung Liêu (中寮鄉)

## Điểm tham quan
- Khu vực phong cảnh Quốc gia Hồ Nhật Nguyệt Lưu trữ ngày 4 tháng 10 năm 2011 tại Wayback Machine
- Khu vực phong cảnh Quốc gia Tam Sơn Lưu trữ ngày 4 tháng 10 năm 2011 tại Wayback Machine
- Maolan Hiking Trail Lưu trữ ngày 4 tháng 10 năm 2011 tại Wayback Machine
- Hanbi Hiking Trail Lưu trữ ngày 4 tháng 10 năm 2011 tại Wayback Machine
- Đảo Lalu Lưu trữ ngày 4 tháng 10 năm 2011 tại Wayback Machine